# Dichiarazione di Pillnitz

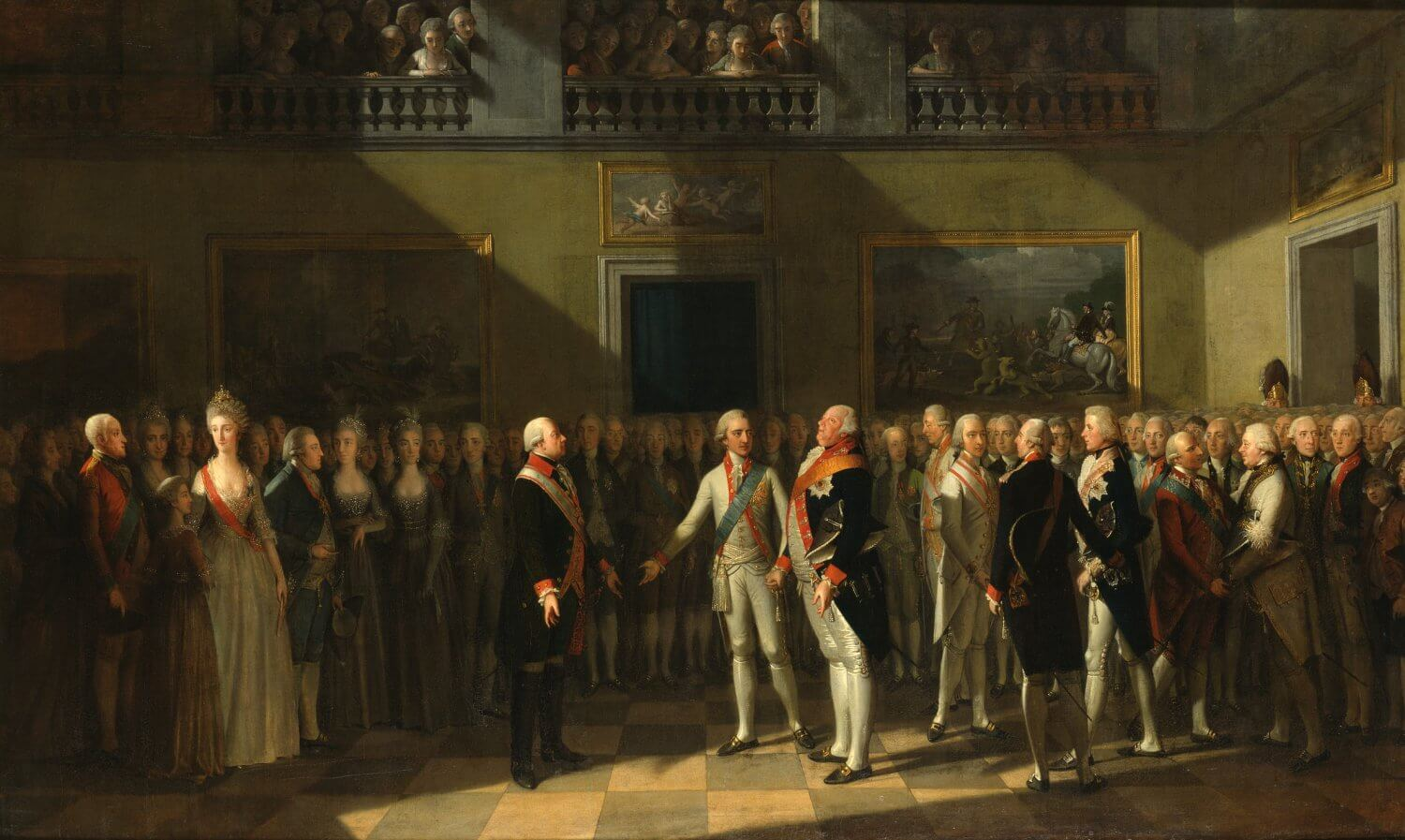
Dichiarazione di Pillnitz del 1791 di Johann Heinrich Schmidt

La Dichiarazione di Pillnitz fu un'intesa raggiunta dai regnanti di Austria e Prussia dal 25 al 27 agosto del 1791 nel castello di Pillnitz, nelle vicinanze di Dresda. Questa dichiarazione venne interpretata, dall'Assemblea nazionale francese, come una dichiarazione di guerra delle potenze europee.

## I partecipanti
All'incontro presero parte l'imperatore Leopoldo II del Sacro romano impero e il re Federico Guglielmo II di Prussia, dopo che entrambi si erano consultati con il conte di Artois (futuro Carlo X di Francia). I temi principali dei negoziati fra le due maggiori potenze tedesche furono la spartizione della Polonia e la fine del conflitto in corso fra Austria ed Impero ottomano. Il principe di Sassonia Federico Augusto I fu l'anfitrione dell'evento ma non partecipò alle conversazioni.
La dichiarazione venne redatta all'ultimo minuto e per l'insistenza dei francesi rifugiati in Austria, che temevano un intervento internazionale. L'obiettivo fu: "consentire al re di Francia di decidere in completa libertà la forma di governo più utile al sovrano interesse della Francia". Ciò significava da un lato la nascita della coalizione delle potenze europee contro la Rivoluzione francese, dall'altro che l'Austria sarebbe entrata in guerra soltanto se fossero entrate le altre potenze europee.
Leopoldo II fece questa dichiarazione per assecondare i desideri dei rifugiati francesi in Austria e per evitare di entrare in guerra: egli era a conoscenza che il primo ministro britannico, William Pitt il Giovane, non era particolarmente favorevole ad aprire le ostilità contro i transalpini e se la Gran Bretagna non fosse scesa in campo neanche l'Austria l'avrebbe fatto. Tuttavia, l'Assemblea di Parigi interpretò il documento come una vera e propria dichiarazione di guerra che fece aumentare l'influenza dei deputati radicali, come Brissot, che la chiedevano apertamente.